# Feel It (singel Michele Morronego)
Feel It – debiutancki singel włoskiego piosenkarza i aktora Michele Morronego wydany poprzez wytwórnię Agora 20 stycznia 2020 roku.

## Autorstwo i historia wydania
Kompozytorami utworu są Dominic Buczkowski-Wojtaszek oraz Patryk Kumór. Twórcami tekstu są wcześniej wymienieni artyści oraz Michele Morrone. Sama piosenka została nagrana na potrzeby filmu erotycznego 365 dni, na podstawie książki Blanki Lipińskiej.
Singel wydany został w formacie digital download i streaming 20 stycznia 2020 roku w Polsce, jak i na całym świecie poprzez wytwórnię Agora. Następnie pojawił się on na debiutanckim albumie studyjnym Michela pt. Dark Room (zarówno na wersji standardowej, wydanej 14 lutego 2020, jak i kolekcjonerskiej (winylowej) oraz bonusowej). Utwór znalazł się także na składance Radia Eska Hity na czasie. Wiosna 2020 (pozycja 33. na OLiS).

## Odbiór komercyjny
Utwór dostał się na listy przebojów 3 europejskich państw: Mołdawii (50. pozycja), Rumunii (72. miejsce) oraz Polski (27. pozycja). Poza tym znalazł się na wielu innych polskich listach przebojów, m.in. na Mniej Więcej Liście Radia Zachód, liście przebojów Radia Zet czy Szczecińskiej Liście Przebojów.
Notowany był także na listach serwisu iTunes, m.in. w Brazylii, Hiszpanii, czy Francji. W tym serwisie utwór znalazł się także na szczycie polskiej listy przebojów. Dostał się również na 6. pozycję listy Apple Music na terenie Polski, a także na notowania Polski, Rumunii i Bułgarii w serwisie Spotify.

## Teledysk
Teledysk do utworu został opublikowany 17 stycznia 2020 roku w reżyserii Barbary Białowąs. Zawiera on fragmenty filmu 365 dni. Wideo wyświetliło prawie 55 milionów osób.

## Wykonania na żywo
Z powodu pandemii COVID-19 w Polsce trasa koncertowa promująca pierwszy album studyjny Morrone została odwołana. Z tego powodu premierowe wykonanie utworu „Feel It” odbyło się na antenie TVN, podczas programu Dzień dobry TVN oraz, następnie, w audycji Radia Zet „Zet Akustycznie”. Oba występy zostały opublikowane w serwisie YouTube, zdobywając kolejno prawie 3 miliony oraz ponad 6 milionów wyświetleń.

## Listy utworów
| Digital download / media strumieniowe | Digital download / media strumieniowe | Digital download / media strumieniowe |
| Nr                                    | Tytuł utworu                          | Długość                               |
| ------------------------------------- | ------------------------------------- | ------------------------------------- |
| 1.                                    | „Feel It”                             | 2:57                                  |

| Digital download / media strumieniowe – wersja albumowa | Digital download / media strumieniowe – wersja albumowa | Digital download / media strumieniowe – wersja albumowa |
| Nr                                                      | Tytuł utworu                                            | Długość                                                 |
| ------------------------------------------------------- | ------------------------------------------------------- | ------------------------------------------------------- |

| Digital download / media strumieniowe – wersja albumowa (z wersji bonusowej) | Digital download / media strumieniowe – wersja albumowa (z wersji bonusowej) | Digital download / media strumieniowe – wersja albumowa (z wersji bonusowej) |
| Nr                                                                           | Tytuł utworu                                                                 | Długość                                                                      |
| ---------------------------------------------------------------------------- | ---------------------------------------------------------------------------- | ---------------------------------------------------------------------------- |

## Twórcy
|  | - Barbara Białowąs – reżyseria - Bartek Cierlica – kamerzysta - Michele Morrone, Anna-Maria Sieklucka – aktorzy | - Dominic Buczkowski-Wojtaszek – produkcja, kompozycja, tekst, mastering, miksowanie - Patryk Kumór – produkcja, kompozycja, tekst, mastering, miksowanie - Michele Morrone – tekst |

## Notowania

### Tygodniowe
| Terytorium                                                | Notowanie               | Pozycja | Źr.    |
| --------------------------------------------------------- | ----------------------- | ------- | ------ |
| Mołdawia                                                  | Moldova Airplay Top 100 | 50      | [ 12 ] |
| Polska                                                    | AirPlay – Top           | 27      | [ 15 ] |
| Polska                                                    | AirPlay – Nowości       | 5       | [ 35 ] |
| Rumunia                                                   | Top Airplay 100         | 72      | [ 13 ] |
| „–” oznacza, że singiel nie był notowany na danej liście. |                         |         |        |

## Certyfikaty
| Kraj          | Certyfikat  | Sprzedaż | Źr.           |
| ------------- | ----------- | -------- | ------------- |
| Polska (ZPAV) | Złota płyta | 20 000+  | [ 36 ] [ 37 ] |

## Nagrody i nominacje
| Rok  | Konkurs               | Kategoria                                                         | Rezultat    |
| ---- | --------------------- | ----------------------------------------------------------------- | ----------- |
| 2020 | Gorąca 100 Radia Eska | 100 najczęściej notowanych utworów na Podwójnej Gorącej 20 w 2020 | 85. miejsce |
| 2021 | Węże 2021             | Najgorszy teledysk okołofilmowy                                   | Nominacja   |

## Historia wydania
| Obszar     | Data             | Format                      | Wersja   | Wytwórnia                       | Przypis |
| ---------- | ---------------- | --------------------------- | -------- | ------------------------------- | ------- |
| Cały świat | 25 czerwca 2020  | digital download, streaming | oryginał | Polydor Germany/Universal Music | [ 40 ]  |
| Cały świat | 20 stycznia 2020 | digital download, streaming | oryginał | Agora                           | [ 6 ]   |
| Polska     | 20 stycznia 2020 | digital download, streaming | oryginał | Agora                           | [ 5 ]   |